# 北海道清里高等学校
北海道清里高等学校（ほっかいどうきよさとこうとうがっこう、Hokkaido Kiyosato High School）は、北海道斜里郡清里町にある公立（道立）の高等学校。全日制普通科。

## 沿革
- 1951年 - 上斜里村に北海道斜里高等学校上斜里分校として開校
- 1952年 - 北海道上斜里高等学校として独立
- 1955年8月1日 - 上斜里村が清里町へ町制施行するにあたり、北海道清里高等学校と改称
- 1979年 - 道立に移管
- 2017年4月12日 道教委は、「北海道立高等学校学則の一部を改正する教育委員会規則」(昭和26年規則8号。別表第1)を教育庁原案通り全会一致で議決。これにより平成29年度の生徒定員(第一学年普通科現行80)は40(一学級分)減員され40となった。[1]

## 部活動等
- 硬式野球部
- 弓道部
- 剣道部
- バドミントン部
- 吹奏楽部
- バスケット部
- ユネスコ部
  - ユネスコ科学部(※2021年 新設)
- 茶道クラブ
- 陸上部
- 生徒会執行部